# Barragem Eurico Gaspar Dutra

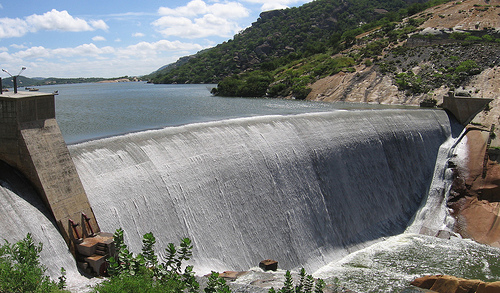
Açude Gargalheiras, transbordando durante a cheia de junho de 2009.

A Barragem Marechal Dutra, mais conhecido como Açude Gargalheiras, é uma barragem/açude de propriedade do Departamento Nacional de Obras Contra as Secas  que está situado no município de Acari (ficando a 210 km da capital Natal) no estado brasileiro do Rio Grande do Norte. 
O Açude foi considerado Patrimônio Histórico do Rio Grande do Norte em 21 de janeiro de 2023. A construção é considerada um polo turístico.

## História
Localiza-se na bacia hidrográfica do Rio Piranhas-Açu, tendo sido inaugurado em 1959, e atualmente conta com capacidade máxima 40.000.000 metros cúbicos.
A estrutura deixada pelo DNOCS no entorno da parede do açude serve como equipamento túristico; principalmente no periodo de "cheia" do açude muito turistas vão visitar a barragem. Foi eleito uma das sete maravilhas do Rio Grande do Norte em 2007.
De acordo com o Serviço Geológico do Brasil (CPRM), a barragem está situada no Geossítio Açude Gargalheiras (inserido no Geoparque Seridó) e está situado a 4,5 km, a NE, do centro de Acari, no entorno do Açude público Marechal Dutra (mais conhecido como Açude Gargalheiras, devido ao gargalo formado entre as serras). [...] A região se destaca por um expressivo relevo definido pelas serras do Pai Pedro, Minador e da Lagoa, com altitudes entre 600 e 650 metros, por onde passa o Rio Acauã, onde na década de 1940 foi construído o açude, que possui uma área de 780 ha e capacidade de acumulação de água de até 40.000.000,00 m3. Este açude, pelo grandioso conjunto de suas belezas naturais constituiu-se num dos pontos turísticos mais conhecidos e visitados na região do Seridó.